# Geoffrey Musonda
Geoffrey Musonda, född 1965 i Kawambwa-distriktet i Zambia, är en zambisk författare.
Musonda skrev sitt första manuskript redan som 13-åring, men fick det inte publicerat. Han utbildade sig till ingenjör i både Zambia och Tyskland. Under sin studietid i Zambia skrev han för universitetets studenttidning och för tidningen Zambian Financial Mail, som numera upphört. På 1990-talet syntes han ofta i såväl tv som radio. Han arbetar som ingenjör inom FN-organet UNIDO i Lusaka, Zambia. 
Geoffrey Musondas första skönlitterära bok Stolen Heart riktar sig till en ung vuxen publik. Den används i engelskaundervisningen i skolorna i Zambia och är som sådan godkänd av undervisningsministeriet. Dangerous Power Games utkom 2009 på Trafford Publishing. Boken är en thriller som utspelar sig i Lusaka bland kriminella ligor och politikens högsta toppar. Huvudpersonen Ngosa finner sig plötsligt mitt i ett farligt spel som han aldrig hade velat vara delaktig i.